# Sola (Vanuatu)
Pour les articles homonymes, voir Sola.
Sola est une petite bourgade de l’île de Vanua Lava, dans l’archipel îles Banks, au nord du Vanuatu. C’est le chef-lieu de la province Torba, la plus au nord du Vanuatu. Il s’agit d’une petite agglomération récemment développée, essentiellement organisée autour des services administratifs et institutionnels : autorités provinciales et gouvernementales, police, justice, banque, poste, enseignement secondaire (collège d’Arep), aérodrome (code AITA SLH), quelques magasins et bungalows de tourisme.

## Climat
Sola possède un climat équatorial (Köppen: Af); se caracterisé par des températures chaud toute l'année. Les temps moyennes demeure 26,0 ºC durant tous les mois, avec quelque variation saisonnière. Les précipitations annuelles sont extrêmement abondantes: 4 108,4 mm pendant tout au long de l'année. Il y a en moyenne 231 jours pluvieux.
| Mois                                | jan.  | fév.  | mars  | avril | mai   | juin  | jui.  | août | sep.  | oct. | nov. | déc.  | année   |
| ----------------------------------- | ----- | ----- | ----- | ----- | ----- | ----- | ----- | ---- | ----- | ---- | ---- | ----- | ------- |
| Température minimale moyenne (°C)   | 23,4  | 23,5  | 23,5  | 23,6  | 23,6  | 23,2  | 22,9  | 22,7 | 22,8  | 23,1 | 23,4 | 23,4  | 23,3    |
| Température maximale moyenne (°C)   | 30,4  | 30,5  | 30,4  | 30    | 29,1  | 28,5  | 27,9  | 27,7 | 27,9  | 28,5 | 29,2 | 30    | 29,2    |
| Précipitations (mm)                 | 395,8 | 329,7 | 403,9 | 458,6 | 376,1 | 333,6 | 255,9 | 236  | 246,4 | 314  | 387  | 371,4 | 4 108,4 |
| Nombre de jours avec précipitations | 21    | 20    | 24    | 23    | 20    | 19    | 17    | 16   | 17    | 17   | 18   | 19    | 231     |